# The Bat Whispers
The Bat Whispers este un film de groază american din 1930, regizat de Joseph M. Schenck.

## Distribuție
- Spencer Chaters
- Chester Morris
- Una Merkel